# Quiz Show
Quiz Show er en amerikansk historisk dramafilm fra 1994 instrueret og produceret af Robert Redford. Filmen er baseret på de virkelige begivenheder omkring Twenty One-quiz showskandalen. Quiz Show har John Turturro, Rob Morrow og Ralph Fiennes på rollelisten.
Filmen blev nomineret til fire Oscars; bedste film, bedste instruktør (Robert Redford), bedste mandlige birolle (Paul Scofield) og bedste filmatisering (Paul Attanasio).

## Medvirkende
| Skuespiller           | Rolle             |
| --------------------- | ----------------- |
| Hank Azaria           | Albert Freedman   |
| Johann Carlo          | Toby Stempel      |
| Griffin Dunne         | revisor           |
| Ralph Fiennes         | Charles Van Doren |
| Paul Guilfoyle        | Lishman           |
| Michael Mantell       | Pennebaker        |
| George Martin         | Formand           |
| Christopher McDonald  | Jack Barry        |
| Rob Morrow            | Dick Goodwin      |
| David Paymer          | Dan Enright       |
| Harriet Sansom Harris | Enrights sekretær |
| Allan Rich            | Robert Kintner    |
| Paul Scofield         | Mark Van Doren    |
| Martin Scorsese       | Martin Rittenhome |
| Mira Sorvino          | Sandra Goodwin    |
| John Turturro         | Herb Stempel      |
| Elizabeth Wilson      | Dorothy Van Doren |

## Ekstern henvisning
- Quiz Show på Internet Movie Database (engelsk)
- Quiz Show på Filmdatabasen
- Quiz Show på Scope
- Quiz Show i Svensk Filmdatabas (svensk)
- Quiz Show på AlloCiné (fransk)
- Quiz Show på MovieMeter (nederlandsk)
- Quiz Show på AllMovie (engelsk)
- Quiz Show hos American Film Institute (engelsk)
- Quiz Shows profil hos Encyclopædia Britannica Online (engelsk)
- Quiz Show på Turner Classic Movies (engelsk)